# Dong Peng
Dong Peng é uma área protegida de gestão de uso múltiplo na província de Koh Kong, no Camboja. Ela está localizada na extremidade norte da Baía de Kompong Som.
A área de proteção ambiental foi criada em 1993 e possui 27.700 hectares.